# Welt (nyhedskanal)
 For alternative betydninger, se Welt. (Se også artikler, som begynder med Welt)
Welt (tidligere N24) er en tysk nyhedskanal, der ejes af Axel Springer SE.
Stationen blev grundlagt i 2000 efter at det mislykkedes for ProSieben at overtage nyhedskanalen n-tv, der ejedes af RTL Group og CNN. I stedet grundlagde ProSieben N24 og overtog samtidig nyhedsbureauet ddp. Oprindeligt sendte stationen fra studier ved München, men i juli 2001 fik stationen nyt hovedsæde på Potsdamer Platz i Berlin.